# Mistrzostwa Polski w Biathlonie 2001
35. Mistrzostwa Polski w biathlonie odbyły się w 2001 w Jakuszycach. Rozegrano osiem konkurencji: cztery konkurencje męskie: bieg indywidualny na dystansie 20 kilometrów, bieg sprinterski na dystansie 10 kilometrów, bieg na dochodzenie na 12,5 kilometrów i sztafetę 4 x 7,5 kilometrów oraz cztery konkurencje kobiece: bieg indywidualny na dystansie 15 kilometrów, bieg sprinterski na dystansie 7,5 kilometrów, bieg na dochodzenie na dystansie 10 kilometrów i sztafetę 4 x 6 kilometrów. 

## Terminarz i medaliści
| Data | Konkurencja                  | Złoto                                                                            | Srebro                                                                                | Brąz                                                                                |
| 2001 | Bieg indywidualny mężczyzn   | Tomasz Sikora Dynamit Chorzów                                                    | Krzysztof Topór Legia Zakopane                                                        | Wiesław Ziemianin Legia Zakopane                                                    |
| 2001 | Bieg sprinterski mężczyzn    | Wojciech Kozub Legia Zakopane                                                    | Tomasz Sikora Dynamit Chorzów                                                         | Wiesław Ziemianin Legia Zakopane                                                    |
| 2001 | Bieg na dochodzenie mężczyzn | Wojciech Kozub Legia Zakopane                                                    | Tomasz Sikora Dynamit Chorzów                                                         | Wiesław Ziemianin Legia Zakopane                                                    |
| 2001 | Sztafeta mężczyzn            | Legia Zakopane Krzysztof Topór Dawid Paniak Wiesław Ziemianin Wojciech Kozub     | KKS Bielsko-Biała Adam Szary Stanisław Kępka Bartłomiej Golec Ryszard Szary           | Melafir Wałbrzych Krzysztof Pływaczyk Przemysław Konach Paweł Lasek Sylwester Kulig |
| 2001 | Bieg indywidualny kobiet     | Magdalena Gwizdoń KKS Bielsko-Biała                                              | Beata Kiełtyka Legia Zakopane                                                         | Magdalena Grzywa Legia Zakopane                                                     |
| 2001 | Bieg sprinterski kobiet      | Beata Kiełtyka Legia Zakopane                                                    | Magdalena Gwizdoń KKS Bielsko-Biała                                                   | Anna Stera MKS Duszniki Zdrój                                                       |
| 2001 | Bieg na dochodzenie kobiet   | Magdalena Gwizdoń KKS Bielsko-Biała                                              | Anna Stera MKS Duszniki Zdrój                                                         | Magdalena Grzywa Legia Zakopane                                                     |
| 2001 | Bieg sztafetowy kobiet       | Legia Zakopane Beata Kiełtyka Katarzyna Ponikwia Krystyna Pałka Magdalena Grzywa | Legia Zakopane Magdalena Kiełtyka Krystyna Jarecka Jadwiga Staszel Bernadetta Bednarz | MKS Duszniki-Zdrój Dorota Zuberska Anna Stera Anna Janas Angelika Szrubianiec       |